# 刺客學妹
《刺客學妹》（英語：Barely Lethal）是凱爾·紐曼執導的2015年美國動作喜劇片，由約翰·德亞可編劇，並由海莉·史坦菲德、德芙·卡梅隆、湯瑪斯·曼恩、蘇菲·特納、潔西卡·艾巴和山繆·L·傑克森為A24電影主演。史坦菲德飾演少年情報人員83號特工，她渴望擁有正常青春期，所以失踪並作為交換生就讀於美國的郊區高中。
《刺客學妹》2015年4月30日由DirecTV影院數位發行，並於同年5月29日由A24在院線有限上映和隨選視訊。影片所獲評價褒貶不一。

## 外部連結
- 官方网站
- 互联网电影数据库（IMDb）上《刺客學妹》的资料（英文）
- Box Office Mojo上《刺客學妹》的資料（英文）
- 爛番茄上《刺客學妹》的資料（英文）